# Eschmeyer nexus
Eschmeyer nexus is een straalvinnige vissensoort uit de familie van fluweelvissen (Eschmeyeridae). De wetenschappelijke naam van de soort is voor het eerst geldig gepubliceerd in 1983 door Poss & Springer.